# Saint-Pierre-dels-Forcats
Saint-Pierre-dels-Forcats (katalanisch: Sant Pere dels Forcats) ist eine französische Gemeinde mit 261 Einwohnern (Stand 1. Januar 2022) im Département Pyrénées-Orientales in der Region Okzitanien. Sie gehört zum Arrondissement Prades und zum Kanton  Les Pyrénées catalanes.

## Nachbargemeinden
Nachbargemeinden von Saint-Pierre-dels-Forcats  sind La Cabanasse im Norden, Sauto im Nordosten, Planès im Osten und Eyne im Westen.

## Bevölkerungsentwicklung
| Jahr      | 1962 | 1968 | 1975 | 1982 | 1990 | 1999 | 2013 |
| Einwohner | 119  | 114  | 166  | 156  | 185  | 213  | 265  |

## Sehenswürdigkeiten
- Kirche Saint-Pierre